# Euridice project
Euridice (EURopean Inclusive education for Digital society, social Innovation, and global CitizEnship) é uma iniciativa financiada pela União Europeia que tem como objetivo promover a educação digital inclusiva e a inovação social na Europa. 
O consórcio por trás do Euridice é composto por onze universidades europeias, dois centros de pesquisa digital independentes, dois institutos culturais, seis pequenas e médias empresas e quatro universidades associadas.
O projeto centra-se na educação interdisciplinar em tecnologias digitais avançadas, formando graduados em IA, Machine Learning, Ciência de Dados e Cibersegurança, integrando também conhecimentos em direito, humanidades, ciências sociais e economia para uma compreensão abrangente do ambiente digital.

## Instituições participantes[5]

### Universidades
- Vrije Universiteit - Ámsterdam

- Universidade de Nápoles Federico II - Nápoles
- Universidade de Innsbruck
- Universidade de Islândia - Reikiavik
- Universiti Malaysia Sarawak (UNIMAS) - Kuching
- Lusophone University of Humanities and Technologies - Lisboa
- University for Development Studies - Tamale, Ghana
- Universidade Técnica de Viena
- Universidade Pavel Jozef Šafárik, Košice
- Universidade Palacký de Olomouc
- Universidade Nacional Iván Frankó de Leópolis
- Universidade de Járkov
- Universidade de Barcelona
- i-CATS University College - Sarawak
- Copenhagen Business School

### Outros participantes
- The Avalie Engineers - Países Baixos
- SBC4D - França
- Leeuw Filme
- KB, Biblioteca Nacional - Haia
- Instituto Islandés de Máquinas Inteligentes - Reikiavik
- Haus der Kulturen der Welt - Berlim
- Fraunhofer-Gesellschaft - Alemanha
- Babafla - Países Baixos
- AKMC Knowledge Management
- Healthink - Grécia

## Enlaces externos
- Euridice.eu